# Mike Lee (homme politique, 1971)
Pour les articles homonymes, voir Mike Lee.
Michael Shumway Lee, dit Mike Lee, né le 4 juin 1971 à Mesa (Arizona), est un homme politique américain, membre du Parti républicain et sénateur de l'Utah au Congrès des États-Unis depuis 2011.

## Biographie
Après des études à l'université Brigham Young, dont son père fut doyen de l'école de droit, Mike Lee devient clerc de Samuel Alito à la cour d'appel pour le troisième circuit. Il est ensuite conseiller du gouverneur de l'Utah Jon Huntsman, Jr..
Lors des élections sénatoriales de 2010, il se présente à l'investiture républicaine face au sénateur sortant Bob Bennett, élu depuis 1992. Soutenu par la mouvance du Tea Party, il critique notamment son adversaire pour son vote en faveur du plan Paulson. Lors de la convention républicaine, en mai 2010, Bennett n'arrive qu'en troisième position du second tour et est éliminé. Au troisième tour, Lee est battu par Tim Bridgewater, mais puisque celui-ci recueille moins de 60 % des voix (57 %), une primaire est organisée au mois de juin entre les deux candidats. Lee remporte de justesse la primaire républicaine (51 % des voix contre 49 %) face à Bridgewater, soutenu par Bennett et une partie du Tea Party. Il devient alors le favori pour l'élection générale, dans un État acquis aux républicains. Le 2 novembre, il est élu avec plus de 60 % des suffrages face au démocrate Sam Granato et à Scott Bradley du Parti de la Constitution.
Il vote pour le conservateur indépendant Evan McMullin à l'élection présidentielle de 2016 plutôt que pour Donald Trump, le candidat officiel du Parti républicain.
Il est facilement réélu en 2016, récoltant plus de 68 % des voix, face à la démocrate Misty Snow, la première femme transgenre à remporter une primaire pour le Sénat. Il est réélu en 2022 face à l'indépendant Evan McMullin avec un écart de vote plus faible que d'habitude dans l'Utah.
En 2018, il fait partie des candidats envisagés par Donald Trump pour succéder à Anthony Kennedy à la Cour suprême des États-Unis, tout comme son frère Thomas (en) juge à la Cour suprême de l'Utah.

## Positions politiques
Mike Lee est un des sénateurs à tendance libertarienne du Parti républicain, et est souvent qualifié d'« ultra-conservateur » par les médias français,. Il est considéré comme l'un des sénateurs les plus conservateurs du Congrès,,.
Il soutient le retrait des États-Unis de l'accord de Paris sur le climat et vote contre les propositions de loi sur l'instauration de taxes pour les fortes émissions de pollutions. Il a reçu en trois ans plus de 250 000 dollars d'entreprises pétrolières et gazières.
Il refuse dans un premier temps de reconnaitre le résultat de l'élection présidentielle de 2020 et soutient les efforts visant à annuler le scrutin, avant de se raviser et d’approuver la certification de la victoire du candidat démocrate Joe Biden.
Début février 2025, il déclare vouloir faire sortir de l'OTAN les États-Unis, position reprise par Elon Musk.

## Historique électoral

### Sénat des États-Unis
| Année | Mike Lee | Démocrate | AIP    | CP    | Indépendant |
| ----- | -------- | --------- | ------ | ----- | ----------- |
| Année |          |           |        |       |             |
| 2010  | 61,6 %   | 32,8 %    | —      | 5,7 % | —           |
| 2016  | 68,1 %   | 27,1 %    | 2,5 %  | —     | 2,3 %       |
| 2022  | 53,15 %  | —         | 1,12 % | —     | 42,74 %     |